# Contracultura
La contracultura son los valores, tendencias y formas sociales opuestas a las establecidas en una sociedad. El término fue acuñado por el historiador estadounidense Theodore Roszak en su libro de 1968 «El nacimiento de una contracultura».

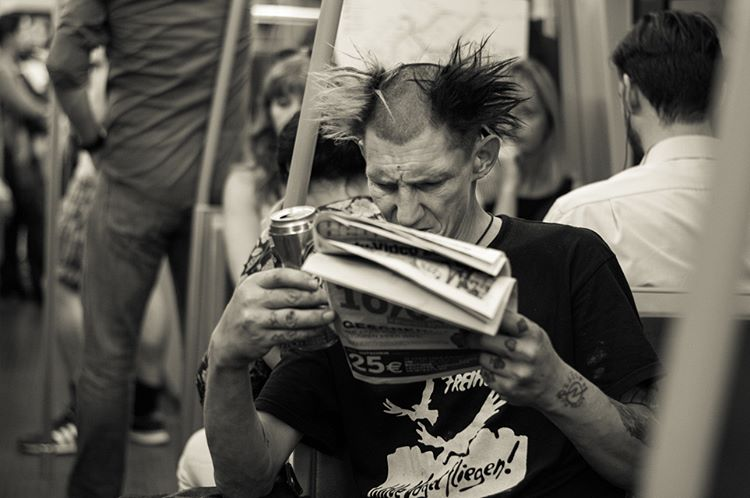
Un miembro de la subcultura punk viajando en el U-Bahn de Viena.

Aunque hay tendencias contraculturales en todas las sociedades, el término contracultura se usa para referirse a un movimiento organizado cuya acción influye a las masas y persiste durante un periodo considerable. Así pues, una contracultura es la realización de las aspiraciones de un grupo social marginal —por ejemplo: el romanticismo del siglo XIX, la bohemia que se inició en el siglo XIX y dura hasta hoy, la generación beat estadounidense de la década de 1950, los movimientos contraculturales de los años 1960, influidos por la generación beat; el movimiento hippie nacido en la década de 1960 en Estados Unidos y el movimiento punk de finales de los años 1970.
La palabra puede entenderse en dos sentidos: por una parte, constituye una ofensiva contra la cultura predominante; por otra parte, es una «cultura a la contra» que permanece (al menos en un primer momento) al margen del mercado y los medios de formación de masas, es decir, en el underground.
Se le ve a la contracultura como una desintegración de estructuras y formas llevadas a cabo dentro del mismo orden social. Este fenómeno no es lineal, por lo tanto, al no mostrarse como una estructura formal a simple vista, se le relaciona con el caos y desorden social. Las estructuras de la contracultura se van modificando con base en los intereses que son pertenecientes al statu quo. 
La contracultura es probablemente tan antigua como la propia cultura, esto se puede simplificar con el hecho de reconocer la variedad de mentalidades respecto a temas en específico. Cabe mencionar que la contracultura no está contra la propia cultura, sino contra la forma en que esta se encuentra impartida.

## La contracultura de los años cincuenta y sesenta
Roszak acuñó el término en 1968 para referirse a la actividad rebelde de la juventud de los años 60 y sus mentores ideológicos. Los grandes iniciadores de la revolución contracultural fueron los beatniks: Allen Ginsberg, Jack Kerouac y William S. Burroughs, forjadores de la identidad inconformista y, a la postre, cimientos del movimiento hippie. En la segunda mitad de los sesenta Timothy Leary, Ken Kesey, Alan Watts y Norman O. Brown, entre otros, desarrollaron la teoría y praxis contracultural, convirtiéndose en cabezas visibles del movimiento. 
Una manifestación contracultural es el cómic underground, surgido en los Estados Unidos, y cuya influencia se hizo sentir en otros países, como España. Tampoco la música pop de la época se entiende sin este contexto intelectual y social: la cantante de blues Janis Joplin fue el símbolo femenino de la contracultura de los sesenta, y otros artistas muertos en plena juventud, como Jimi Hendrix y Jim Morrison, fueron considerados también como mártires e iconos del movimiento.

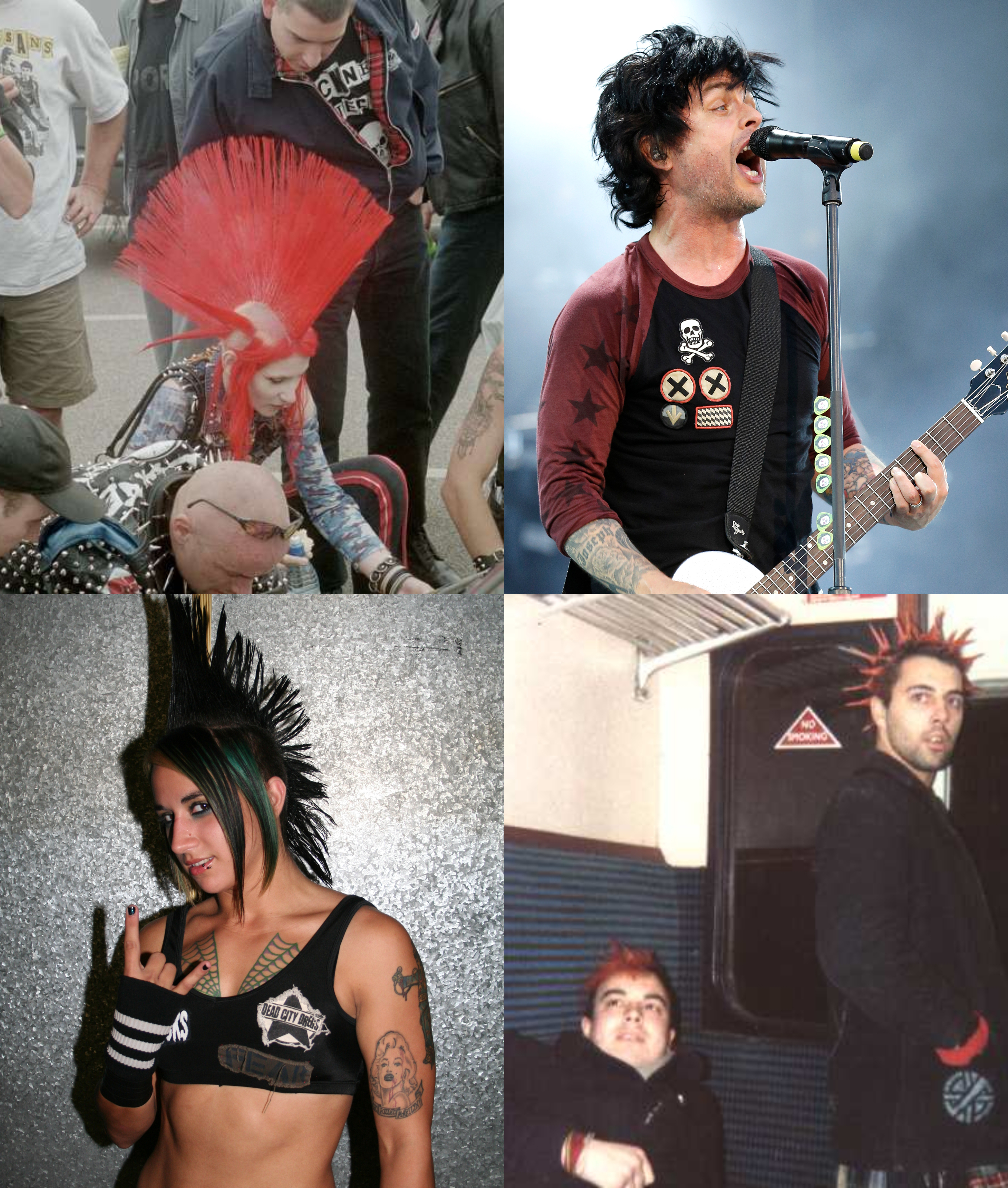
La cultura punk fue un claro ejemplo de contracultura, principalmente durante el.

## Polémica
En ocasiones se ha señalado a las contraculturas como modas relativamente inofensivas y pasajeras.[cita requerida] En estos casos se las considera «subculturas» o subproductos de la cultura dominante, que no se contraponen realmente a la misma.
Se ha indicado que el término «contracultura» puede resultar engañoso desde un punto de vista epistémico, pues da a entender que un grupo social determinado, caracterizado por prácticas «contraconvencionales» a la cultura dominante, logra erigir una cultura completamente independiente. Las manifestaciones culturales de los grupos marginales, en la medida en que reaccionan contra la cultura dominante, dependen para su definición de dicha cultura.

## Situaciones en las que se desarrolla
Los individuos que forman parte de dicho movimiento, se ven reflejados en la absorción de agitaciones y descontentos del territorio en el que se pretende realizar el cambio.
En la contracultura puede existir un «contacto indirecto», que, a pesar de no presentarse el iniciador del pensamiento contracultural, esta adquiere dicha influencia hacia los fines que se pretenden establecer. Según el escritor estadounidense Ken Goffman, en su libro de 1994 La Contracultura a través de los tiempos, la contracultura puede tener un inicio de resonancia, es decir, donde es nula la evidencia de contactos que fueron influyentes en la demanda de dicho grupo. A diferencia del tipo de contacto indirecto, puede existir un «contacto directo», donde posee una relación estrecha con el contacto influyente de dicha demanda contracultural, y está presente en esta.

## Influencia en la juventud
Se ve a la juventud y a las tribus urbanas en una constante relación; los sociólogos y antropólogos nombran a este fenómeno como «una búsqueda de identidad». Los jóvenes suelen sentirse seguros dentro del grupo social de pertenencia, en el cual las leyes establecidas por la sociedad llegan a pasar a segundo plano. A pesar de manifestarse dichas ideologías de manera «caótica», han sido atacadas paradójicamente con el mismo poder caótico.

## Objetivos
En la contracultura, no se pretende adquirir poder político, más bien se desea vivir con libertad, sin preocuparse de las propias leyes establecidas por la sociedad. Se busca el cambio en las normas establecidas, lo que llega a provocar disputas entre la sociedad; algunas de ellas llegan a tal magnitud que forman parte del mundo del mito.
Otro de los objetivos de la contracultura es el derribar la presión moralista hacia un futuro menos autoritario, teniendo una renovación en los modos de poder y poniéndolos en tela de juicio, hacia la proposición de nuevos puntos de vista. De esta forma, Rentería, Carlos (2000). Cultura-contracultura. España: Plaza & Janés. «La contracultura propone otra visión de la cultura». El movimiento pretende avanzar hacia la satisfacción de valores reconocidos por cierta cantidad de individuos involucrados en el tema de interés.